# Leissigen

Photo aérienne (1956)

Leissigen est une commune suisse du canton de Berne, située dans l'arrondissement administratif d'Interlaken-Oberhasli.Le sommet du Morgenberghorn est un tripoint géographique entre les communes de Aeschi bei Spiez, Saxeten et Leissigen.